# 히라사카 요미
히라사카 요미(일본어: 平坂 読)는 일본 기후현 출신의 라이트 노벨 작가이다. 펜 네임은 요모쓰히라사카에서 유래하였다.

## 약력
《헌티드!》로 제0회 MF문고 J 라이트 노벨 신인상(미디어 팩토리 주관) 우수상을 수상하였고, 2004년에 이 작품으로 데뷔하였다.
이후, MF문고 J(미디어 팩토리)를 통해 라이트 노벨 작품 발표를 계속하다가, 《이 라이트 노벨이 대단해! 2011》의 인터뷰에서 GA 문고(소프트뱅크 크리에이티브)를 통해 《마왕에게서 도망치지 않아》(가제)가 발매 예정에 있다고 발표하였다.

## 작품 목록
- 헌티드!(ホーンテッド!)
- 하늘에 토끼가 올라갈 무렵(ソラにウサギがのぼるころ)
- 네크로마(ねくろま。)
- 라노벨부(ラノベ部)
- 나는 친구가 적다(僕は友達が少ない)
- 여동생만 있으면 돼妹さえいればいい